# Ульм
Ульм (нім. Ulm) — місто в Німеччині, у землі Баден-Вюртемберг, на річці Дунай, приблизно за 90 км на південний схід від Штутгарту і 140 км на північний захід від Мюнхена. Місто, з населенням 126 405 ос. (станом на 31 грудня 2020), складає міський округ і є адміністративним центром району Альба-Дунай. Відомий з 854, має багату історію, з XIII століття імперське місто (нім. Reichsstadt). Через те, що тут розташовані численні об'єкти різних галузей промисловості, Ульм вважають значним економічним центром. Силует Ульма багато в чому визначає знаменитий Мюнстерський готичний собор, місто відоме як батьківщина Альберта Ейнштейна.

## Географія
Ульм розташований у точці злиття річок Блау і Іллер з Дунаєм, на висоті 479 метрів над рівнем моря. Більша частина Ульму, включаючи старе місто, лежить на лівому березі Дунаю; райони Віблінген, Ґеґґлінген, Донауштеттен і Унтервейлер розташовані на правому березі. Навпроти старого міста, на іншому березі річки, у землі Баварія, знаходиться «місто-близнюк» Ульма, що було до 1810 року його частиною, — Новий Ульм (населення ~57000). Дунай — південна межа Ульма, місто оточене лісами і горбами, частина яких відносяться до Швабських Альб, піднімаючись до відмітки 620 метрів. На південь від річки горбисті рівнини упираються в північний хребет Альп, що віддалені від Ульма приблизно на 100 кілометрів; у ясні дні гори можна побачити з міста.
Місто ділиться на 18 районів (Stadtteile): Ульм-Мітте (Ulm-Mitte), Бефінґен (Böfingen), Донауштеттен (Donaustetten), Донауталь (Donautal), Еґґінґен (Eggingen), Айнзінґен (Einsingen), Ермінґен (Ermingen), Езельсберг (Eselsberg), Геґґлінґен (Gögglingen), Гриммельфінген (Grimmelfingen), Юнґінґен (Jungingen), Лер (Lehr), Мерінґен (Mähringen), Остштадт (Oststadt), Зефлінґен (Söflingen), Унтервейлер (Unterweiler), Вестштадт (Weststadt) та Віблінґен (Wiblingen).

## Історія
Сліди найстаріших поселень, знайдених на території Ульма відносяться до раннього неоліту і датуються приблизно 5000 роком до н. е. Встановлено, що вони розташовувалися на місці сіл Еггінген і Лер, нині районів міста. Найдавніші знахідки в міському окрузі Ульма сходять до пізнього неоліту. Ульм є батьківщиною відомого роду Ульмів, родоначальником якого був Герр Іоанн фон Ульм. Нащадки нині проживають в Росії, емігрувавши внаслідок гонінь з боку фашистської партії під час другої світової війни.
Вперше Ульм згаданий в 854 році; у 1181 році Фрідріх Барбаросса оголошує його вільним імперським містом. Спочатку його значення обумовлювалося місцем зупинки тут німецьких королів і імператорів в їхніх частих поїздках — Königspfalz. Потім тут розвивається торгівля і ремісництво; з'являється найважливіший офіційний документ, угода між патриціями і торговими гільдіями (нім. Großer Schwörbrief) 1397 року. У цьому документі засновується рання конституція міста і початок створення величезного Мюнстерського готичного собору, який будували переважно на гроші населення, ніж на гроші церкви, що свідчить про достатню фінансову самостійність громадян середньовічного Ульма. Процвітання міста, що в основному ґрунтувалося на експорті високоякісних тканин, припало на XV і XVI століття. Розташований на перехресті важливих торгових шляхів, що вели до Італії, місто було одним з найбільших у Німеччині, поступаючись за розміром тільки Нюрнбергу. У той час було зведено багато чудових будівель, мистецтво Ульма перебувало в зеніті, представлене такими скульпторами і живописцями, як Ганс Мюльтшер і Йорг Сірлін старший. Незабаром після початку реформації місто стало протестантським (1530). Зміни торгових шляхів, що сталися за відкриттям Нового Світу (XVI століття), і Тридцятирічна війна (1618-48) спричинили за собою поступовий занепад Ульма. Близько 1700 року відбулися багаторазові поперемінні вторгнення сюди баварських і французьких військ.
У війнах, що почалися після Французької революції, місто по черзі займали французькі і австрійські сили, що знищили міські укріплення. Втративши в 1803 році статус імперського міста, Ульм увійшов до складу Баварії. У кампанії 1805 року Наполеонові вдалося заманити сюди австрійську армію генерала Макка і примусити його здатися в битві при Ульмі. У 1810 році Ульм був включений до складу Вюртемберзького королівства і втратив свої задунайські околиці, відтоді відомі як Новий Ульм (нім. Neu-Ulm).
У середині XIX сторіччя в місті було вирішено побудувати фортецю Німецької Конфедерації, з проведенням значної кількості робіт з будівництва оборонних споруд, спрямованих в першу чергу проти загрози французького вторгнення. У другій половині століття Ульм став важливим центром індустріалізації південної Німеччини, тільки тоді будівництво тут вийшло за межі середньовічних мурів. На хвилі збільшеного інтересу населення в Німеччині до середніх віків зведення величезного собору було відновлене і закінчене (1844—1891), до того перерване в XVI столітті через економічні труднощі.
Як і вся Німеччина, з 1933 року Ульм перебував під владою націонал-соціалістичної партії. У 1933-35 роках на горбі Куберг, в окрузі Ульма, був заснований концентраційний табір для політичних противників існуючого уряду. Євреїв Ульма стали утискати в правах, а потім почали переслідувати; синагогу знесли в Кришталеву ніч в листопаді 1938.
У ході Другої світової війни місто сильно постраждало від бомбардувань авіації союзників. Руйнівний наліт відбувся 17 грудня 1944 року, загинули 707 чоловік і близько 25 тисяч втратили дах на головою. До кінця війни більш ніж 80 % споруд середньовічного центру, до того, що було у ряді найбільших в південній Німеччині, лежало в руїнах.
В основному місто було відбудоване наново в стандартному стилі 1950-х і 60-х, хоча деякі визначні будівлі відреставрували. Ульм пережив значне зростання в післявоєнні десятиліття, було побудовано багато житлових районів і промислові зони. У 1967 році був заснований Ульмський університет, що зробив очевидний вплив на розвиток міста. Зокрема, в 1980-ті прискорився перехід промисловості від класичних галузей до високотехнологічних, наприклад, тут з'явилися дослідницькі центри таких компаній, як «DaimlerChrysler», «Siemens» і «Nokia», навколо університетського містечка виникло безліч невеликих інститутів, що проводили прикладні дослідження.
В 1953 році дизайнери зі Швейцарії та Німеччини заснували Ульмську вищу школу дизайну, що проіснувала 15 років до 1968 року і фактично визначила візуальну культуру міста. Школа мала значний міжнародний вплив і її донині вважають однією з найвизначніших дизайнерських шкіл після Баугауса.
Сьогодні місто продовжує своє зростання, складаючи разом з своїм баварським «близнюком» Новим Ульмом агломерацію з населенням в 180 000 чоловік. Також місто займає вигідне центральне положення між Штутгартом і Мюнхеном, культурними і економічними центрами південної Німеччини.

## Уродженці
- Отл Айчер (1922-1991) — німецький графічний дизайнер та типограф
- Гільдеґард Кнеф (1925-2002) — німецька і американська акторка та співачка.
- Альберт Ейнштейн (1879-1955) —  американський, німецький та швейцарський фізик-теоретик єврейського походження.